# Monsummano Terme
Monsummano Terme là một đô thị ở tỉnh Pistoia của Ý. Đô thị này có diện tích 32 km2, dân số 19.888 người.
Đây là nơi sinh của diễn viên Yves Montand và nhà thơ Giuseppe Giusti.